# Ruszczany
Ruszczany – wieś w Polsce położona w województwie podlaskim, w powiecie białostockim, w gminie Choroszcz.
W latach 1919–1954 w granicach miasta Choroszcz.
W latach 1975–1998 miejscowość administracyjnie należała do województwa białostockiego.
We wsi znajduje się cmentarz wojenny z 1915. 
Wierni kościoła rzymskokatolickiego należą do parafii św. Jana Chrzciciela i św. Szczepana w Choroszczy, a prawosławni do parafii Opieki Matki Bożej w Choroszczy.